# أحمد طربين
أحمد طربين (1928- 2017 م) هو مؤرخ وكاتب وباحث سوري. 

## سيرته
من مواليد دمشق، حاصل على الماجستير عام 1957، والدكتوراه من جامعة عين شمس في عام 1960، أوفد إلى الجامعة الأميركية، ودرس في الجامعة السورية وفي معهد الدراسات العربية العالية بالقاهرة، عمل باحثاً ومحاضراً ثم مدرّساً في معهد الدراسات العربية، ثم عين مدرساً في قسم التاريخ بكلية الآداب بجامعة دمشق عام 1961، شغل كرسي التاريخ الحديث عام 1971 وتولى رئاسة القسم مدة. 
أعير إلى جامعة الرياض وجامعة الملك عبد العزيز وجامعة الكويت ودَرّس في الجامعة الأردنية والجامعة اللبنانية، ودعي للمحاضرة في عدد من الجامعات الأمريكية عام 1984. وشارك في عديد من المؤتمرات داخل الوطن العربي وخارجه. نشرت بحوثه ودراساته في موضوعات الوحدة العربية والتجزئة والقضية الفلسطينية وتاريخ لبنان وسورية، وأقطار المشرق العربي في العصر العثماني وما بعده، والمؤرخين العرب في العصر الحديث (بالعربية)، والقومية العربية (بالإنكليزية).

## مؤلفاته
1. ملامح التغيير الاجتماعي في بلاد الشام في القرن التاسع عشر
2. محاضرات في تأريخ قضية فلسطين.
3. لبنان منذ عهد المتصرفية إلى بداية الانتداب 1861-1920
4. قضية فلسطين 1897-1948: محاضرات في التاريخ السياسي.[3]
5. فلسطين في خطط الصهيونية والاستعمار: الانتداب البريطاني في خلفية الدولة اليهودية، 1922 - 1939
6. حوادث حلب اليومية 1771 - 1805: المرتاد في تاريخ حلب وبغداد
7. تاريخ المشرق العربي المعاصر
8. الوحدة العربية بين 1916-1945: بحث في تاريخ العرب الحديث منذ قيام الثورة العربية حتى نشوء جامعة الدول العربية
9. السر المعروف: مبدأ نكسون وكيسنجر في آسية
10. التجزئة العربية: كيف تحققت تاريخيا
11. التاريخ والمؤرخون العرب في العصر الحديث: دراسة عن حركة التأليف التاريخي في أقطار الوطن العربي
12. أزمة الحكم في لبنان منذ سقوط الأسرة الشهابية حتى ابتداء عهد المتصرفية 1842-1861
13. 8 آذار ثورتنا: وجهنا العربي الأصيل ومنطلقنا الوحدوي العظيم.

## وفاته
توفي أحمد طربين في دمشق، يوم الاثنين 16 يناير (كانون الثاني) 2017م.